# چاه شکری
چاه شکری یک منطقهٔ مسکونی در ایران است که در دهستان بنارویه واقع شده‌است. چاه شکری ۱۳ نفر جمعیت دارد.